# راؤول باز ألونزو
راؤول باز ألونزو (بالإسبانية: Raúl Paz Alonzo)‏ هو سياسي مكسيكي، ولد في 21 فبراير 1976 في ماردة في المكسيك. حزبياً، نشط في حزب العمل الوطني. وقد انتخب عضو مجلس النواب المكسيك.